# أخوية الشعوب

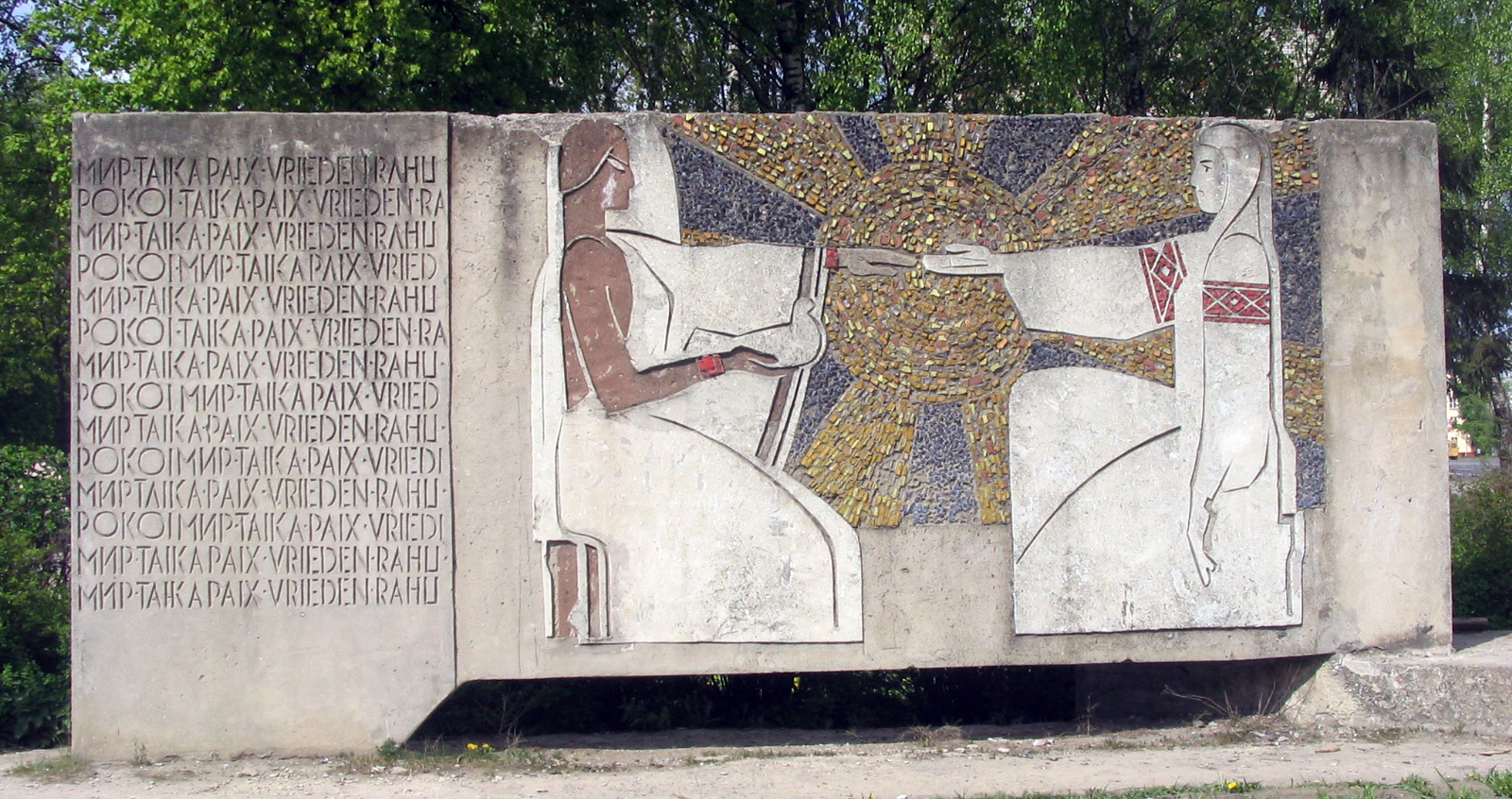

أخوية الشعوب أو الرابطة بين الشعوب (باللغة الروسية:дружба народов, druzhba narodov) هو مصطلح تم تطويره من قبل النظرية الماركسية ذات الطبقة الاجتماعية. بالنسبة للماركسية، فإن القومية هي أداة للطبقة الحاكمة تستخدم من اجل ابقاء الطبقة العاملة والكادحة متقسمة وليسهل السيطرة عليها واستغلالها. مع استمرار الصراع الطبقي، فإن الطبقة العاملة أو الاخوية التي نشأت بشكل طبيعي جعلت فكرة الانقسام بناء على القومية فكرة مهملة.
إن مصطلح أخوية الشعوب عادةً تكون معارضة لفكرة العالمية اللاجذرية ومبدأ الدولية الأممية. تتمثل فكرة «أخوية الشعوب» على أن مذهب الدولية الأممية كان يفسر على انه «عالمي بلا جذور» لذلك فأن مصطلح الأممية استبدل بالاشتراكية الدولية أو ما يعرف ب «أممية بروليتارية».
تم إطلاق مصطلح «سجن الأمم» على الامبراطورية الروسية التسارية من قبل فلاديمير لينين.أعلن الإتحاد السوفيتي، والذي استبدل الإمبراطورية، أن الهدف من هذه السياسة الوطنية هو تشكيل كيان وطني جديد، والذي يعرف باسم الشعب السوفيتي.على الرغم من ان الاتحاد السوفيتي احرز تقدم كبير فيما يتعلق بالوطنيات، الا انه انهار بسبب التداخل العرقي الكبير مثل بعض الدول الشيوعية التي تمنح جنسيات وامتيازات محددة لبعض الأعراق (مثل الروسيين كما ذكر سابقاً وفي يوغوسلافيا الصرب وفي فيتنام الفيتناميون وفي الصين الصينيون الهان) وكانو يمتلكون قوة سياسية واقتصادية أكثر.
ينص دستور الاتحاد الجمهوريات الاشتراكية السوفيتية الذي صدر عام 1977 ميلادي:«إن اتحاد الطبقة العاملة وطبقة الفلاحين والمثقفين، وأخوية الشعوب من مختلف الأوطان لدول الاتحاد جعلتها أكثر قوة».